# Deremius fuscotibialis
Deremius fuscotibialis là một loài bọ cánh cứng trong họ Cerambycidae.